# Learjet 85
Bei der Learjet 85 handelt es sich um ein zweistrahliges Geschäftsreiseflugzeug der Learjet-Familie des kanadischen Herstellers Bombardier. Das Projekt wurde im Februar 2015 zunächst ausgesetzt und am 27. Oktober desselben Jahres schließlich eingestellt.

## Geschichte
Die Entwicklung des Learjet 85 wurde offiziell am 30. Oktober 2007 gestartet. Die Strukturen von Rumpf und Tragflächen aus kohlenstofffaserverstärktem Kunststoff wurden bereits zu Beginn des Projektes im Sommer 2005 von Bombardier Aerospace in Kooperation mit der Grob Aerospace GmbH in Tussenhausen-Mattsies entwickelt. Als Avioniksystem sollte ein Pro Line Fusion von Rockwell Collins zum Einsatz kommen. Die Grob Aerospace GmbH sollte zudem die ersten Prototypen auf einen flugfähigen Stand bringen und den Beginn des Erprobungsprogramms mit dem Erstflug einleiten.
Nach der am 18. August 2008 eingereichten vorläufigen Insolvenz der Grob Aerospace GmbH kündigte Bombardier Aerospace im September 2008 den Entwicklungsvertrag. Die Entwicklung der CFK-Strukturen wurde nach Wichita und Montreal verlegt. Die unter Verwendung von Niederdruck-Prepregs geplante Produktion der Flugzeuge und Inbetriebnahme der ersten Prototypen sollte im mexikanischen Querétaro erfolgen. Die abschließende Kabinenausstattung und Flugzeugübergabe an den Kunden war wiederum in Wichita geplant.
Der Learjet 85 sollte in der Größe zwischen Midsize und Super-Midsize positioniert und nach der FAR Part 25 für Verkehrsflugzeuge zugelassen werden.
Einstellung der Entwicklung 2015
Die Entwicklung des Learjet 85 wurde im Februar 2015 aufgrund fehlender Nachfrage eingestellt, etwa 1000 Mitarbeiter  sollten entlassen werden, bis dahin hatte das Projekt Bombardier etwa 4 Milliarden US-Dollar gekostet. Am 27. Oktober wurde die Einstellung des Projekts schließlich offiziell bekanntgegeben.

## Technische Daten
| Kenngröße                 | Daten                                                         |
| ------------------------- | ------------------------------------------------------------- |
| Besatzung                 | 2 Piloten                                                     |
| Passagiere                | maximal 8                                                     |
| Länge                     | 20,77 m                                                       |
| Spannweite                | 18,74 m                                                       |
| Höhe                      | 5,86 m                                                        |
| Kabinenlänge              | 7,62 m                                                        |
| max. Kabinenhöhe          | 1,80 m                                                        |
| max. Kabinenbreite        | 1,85 m                                                        |
| max. Reisegeschwindigkeit | 0,82 Mach (870 km/h)                                          |
| Reichweite                | 5.556 km                                                      |
| Triebwerke                | zwei Pratt & Whitney Canada PW307B mit je 27,13 kN Startschub |
| Preis                     | etwa 17 Mio. US-Dollar                                        |